# Žunje (Brus)
Pour les articles homonymes, voir Žunje.
Žunje (en serbe cyrillique : Жуње) est un village de Serbie situé dans la municipalité de Brus, district de Rasina. Au recensement de 2011, il comptait 292 habitants.

## Démographie
| 1948 | 1953 | 1961 | 1971 | 1981 | 1991 | 2002 | 2011 |
| ---- | ---- | ---- | ---- | ---- | ---- | ---- | ---- |
| 660  | 702  | 733  | 671  | 577  | 455  | 370  | 292  |

|  |